# David Carson (designer)
Pour les articles homonymes, voir David Carson et Carson.
David Ray Carson est un graphiste et designer américain né le 8 septembre 1955 à Corpus Christi au Texas. Il est connu pour avoir cassé certains codes de la typographie afin de jouer avec les polices de caractères et de faire dialoguer les textes et l'image, en particulier dans ses mises en pages pour des magazines.
Il a reçu de nombreux prix, et ses travaux les plus célèbres sont les mises en pages et les couvertures du magazine Ray Gun dont il était le directeur artistique. Son esthétique est souvent appelée "typographie grunge".

## Cursus
Diplômé en Sociologie de l'Université d'Etat de San Diego, il découvre le design graphique lors d'un cours de deux semaines de l'Université d'Arizona donné par Jackson Boelts.
Professeur de 1982 à 1987, à la Torrey Pines High School de San Diego, en Californie, il est également un surfer professionnel, classé 9e mondial en 1989 .
Inscrit à l'Oregon College of Commercial Art, en 1983, il suit un atelier de trois semaines en Suisse, en design graphique, et le professeur, Hans-Rudolf Lutz, devient sa première influence importante.

## Débuts
Carson devient le directeur artistique du magazine Transworld Skateboarding en 1984, et le reste jusqu'en 1988. Il donne à la revue un aspect original en développant ce qui allait définir sa patte à l'avenir, des polices de caractères salies, déformées ou abîmées, et des techniques de photographies expérimentales.
Il est aussi le directeur artistique de la revue Transworld Snowboarding, lancée en 1987 comme une petite sœur de la précédente.
Il est sollicité pour intervenir sur le trimestriel Surfer magazine - et six numéros verront le jour seulement, mais c'est là que Carson aura réellement pour la première fois un impact reconnu sur le monde du design et de la typographie, en ayant recours à des procédés nouveaux - qui seront d'ailleurs parfois critiqués pour leur difficile lisibilité. Pour un reportage consacré à un surfer aveugle, Carson ouvrait par exemple sur deux pages entièrement noires.

## Ray Gun
Carson est embauché par l'éditeur Marvin Scott Jarrett pour le design d'un nouveau magazine, Ray Gun, dédié à la rock culture alternative et lancé en 1992.
C'est à cette période que Carson se distingue et marque définitivement les esprits, en torturant et mélangeant les polices de caractères, en éparpillant le texte dans ses mises en pages, en cassant toutes les règles habituelles de hiérarchie et de facilité de lecture.
Dans un numéro de 1994, il utilise la police de caractères Dingbat, qui ne contient pas de lettres mais uniquement des symboles, pour une interview qu'il estimait ennuyeuse et sans grand intérêt de l'artiste Bryan Ferry. Le texte complet - et lisible - de l'interview était publié à la fin du même numéro.
Son travail pour Ray Gun a rendu Carson célèbre et lui a valu de nombreux admirateurs.

## Publications
Carson a publié son premier livre, End of Print en novembre 1995. Il s'est vendu à 200 000 copies, traduit en 5 langues, ce qui en fait l'un des best-seller mondiaux en termes de design graphique [réf. nécessaire]. Son deuxième livre, 2nd Sight, est paru en 1997. En 1998, Carson collabore avec le Professeurr John Kao de la Harvard Business School sur un documentaire appelé The Art and Discipline of Creativity. Carson a également publié Fotografiks (1999) et Trek (2000).
Carson est également cité dans The History of Graphic Design de Philip Meggs et The Encyclopedia of Surfing de Matt Warshaw.

## Vie privée
Carson est marié et a deux enfants, Luke et Luci.

## Récompenses
Entre 1988 et 2004, David Ray Carson a reçu plus de 170 récompenses pour son travail, notamment :
- Best Overall Design, Society of Publication Designers in New York.
- Couverture de l'Année, Society of Publication Designers in New York.
- Award of Best Use of Photography in Graphic Design
- Designer de l'Année 1998, International Center of Photography
- Designer de l'Année 1999, International Center of Photography
- Master of Typography, Graphics magazine (NY)
- Designer le plus célèbre de la planète, avril 2004 – London Creative Review magazine (Londres)
- L'un des plus influents utilisateurs du Macintosh en 30 ans d'histoire – Apple Inc. (Janvier 2014)[4]
- AIGA medal – 2014[5]